# Застава, Юлия
Юлия Застава (род. 17 ноября 1982, Москва, Россия) — художница, автор объектов и инсталляций.

## Биография
Родилась 17 ноября 1982 года в Москве. В 2006-м окончила Институт телевидения и радиовещания им. М. А. Литовчина, режиссерское отделение (мастерская Рауфа Мамедова).  По специальности -  режиссер кино и мультимедиа.  Изначально работала преимущественно с живописью и рисунком, в которых, по собственным словам, тематизировала «распад сознания, секс и смерть». Активно применяет практику коллажирования.
Художницей были созданы два анимационных клипа для норвежской группы Alog (Your Secret Flash, 2006, и Son of King, 2007) и видео для спектакля «Шарманка» московского театра «Современник» (2008).
В 2007 году  Культурном центре «Дом» (Москва) прошла первая выставка Заставы «Мой личный ад», поводом к которой послужил негативный опыт работы художницы в качестве наемного сотрудника издательства. С этого момента Застава занимается  индивидуальным творчеством, сотрудничает с галереей Paperworks (Москва), где проходит серия  персональных выставок художницы.
С 2009 года участвует в крупных групповых проектах в России, активно выставляется за рубежом. В 2012 и 2015 гг. стала победителем и стипендиатом программы поддержки молодых художников Музея современного искусства Гараж.
В 2014 году в рамках V Московской международной биеннале молодого искусства прошла персональная выставка Юлии Заставы «Мерцающий» в Московском музее современного искусства.
В 2012 году переехала в Австрию, где учится в Академии изобразительных искусств. Живет и работает в Вене.
В 2017, 2018 годах вошла в Российский инвестиционный художественный рейтинг 49ART, представляющий выдающихся современных художников в возрасте до 50 лет.

## Персональные выставки
- 2017 Если тигр жидкий, XL галерея, Москва
- 2016 In vases, MUSA startgalerie, Вена
- 2016 Lonely mess, Aa collections, Вена
- 2015 Gelation, So Weit die Zukunft, Вена
- 2015 Sun in double hands, Ubik space, Вена
- 2014 Мерцающий, ММСИ, Москва
- 2014 Глухая вещь, XL галерея, Москва
- 2012 Twin mind /with Emiliano Maggi/, Arte Fiera OFF, Spazio Carbonesi, Болонья
- 2011 I will discuss it with my umbrella, gallery L’Alèatoire, Париж
- 2011 Beginning of the trash, White gallery, Москва
- 2011 Папа раздевается, Paperworks gallery, Москва
- 2010 Parcours Saint-Germain, Hotel La Villa, Париж
- 2009 Две карамельки во рту, Paperworks gallery, Москва
- 2008 Дорогая темнота, галерея Глобус, лофт-проект Этажи, Санкт-Петербург
- 2007 Отчуждение, Paperworks gallery, Москва
- 2007 Мой личный ад, Культурный центр «Дом», Москва

## Групповые выставки и видеопоказы
- 2016 Tender touches, Austrian Cultural Forum, Лондон
- 2016 Parallel Vienna, Alte Post, Вена
- 2016 Cyfest 10, NY Media Center, Нью-Йорк
- 2016 Cyfest 10, SOFA Corferias, Богота
- 2016 Cyfest 10, CineTonala, Мехико
- 2016 Video forever, Topographie de l’Art, Париж
- 2016 Моё Я. Автопортрет в собрании Русского музея, Государственный Русский Музей, Санкт-Петербург
- 2016 X Международный кинофестиваль им. Андрея Тарковского «Зеркало», Плёс, Россия
- 2016 In der Kubatur des Kabinetts, Flug, Вена
- 2016 Актуальный рисунок, Музей современного искусства ПЕРММ, Пермь
- 2015 Things we didn’t have before, Pump House Gallery, Лондон
- 2015 Aufgerissenen auges: transmanieristische reaktionen, Xhibit, Вена
- 2015 So wilde Freiheit war noch nie, kunstraum Lakeside, Клагенфурт
- 2015 Verbrechen und Strafe, Zeitraumexit, Мангейм
- 2015 Living room, Хельсинки
- 2014 Streetlight: dates TBA, Roman Susan gallery, Чикаго
- 2014 11, Музей современного искусства Гараж, Москва
- 2014 Visions of Ludwig Collection, Centro Cultural Banco do Brasil, Сан-Пауло и Рио-де-Жанейро
- 2014 Russia Contemporary, gallery Gmurzynska, Цуг
- 2014 Festival LegeArtis, Лех
- 2014 Junge Kunst - Parcours 2014, Ankerbrot Fabrik, Вена
- 2014 Body building, Friday Exit, Вена
- 2014 Актуальный рисунок, Государственный Русский музей, Санкт-Петербург
- 2013 Die Chic Boutique, Adds Donna gallery, Чикаго
- 2013 Cutlog NY Video program, CSV center, Нью Йорк
- 2013 700IS Reindeerland, experimental video festival, Рейкьявик
- 2012 Кино: New Device, ГЦСИ, Москва
- 2012 Апокалипсис и возрождение в Шоколадном доме, параллельная программа биеннале современного искусства, Киев
- 2012 Private Negations, Sazmanab Project, Тегеран
- 2012 (S8), Mostra de Cinema Periférico, Ла-Корунья
- 2012 Checkpoint, проект Фабрика, Москва
- 2012 Video Guerrilha, Сан-Паулу и Рио-де-Жанейро
- 2011 Russian art, SEM-ART gallery, Монако
- 2011 Svoboda, Arte Fiera OFF, Spazio Carbonesi, Болонья
- 2011 CologneOFF 2011 Baltic Sea, video art festival, Санкт-Петербург
- 2010 Fonlad festival, Коимбра
- 2010 Documenta, The King’s Lynn arts centre, Кинг Линн
- 2010 A video serenade, EFA project space, Нью Йорк
- 2010 Manipulated image #11, The Santa Fe complex, Санта-Фе
- 2010 SKIF, Международный фестиваль Сергея Курёхина, Санкт-Петербург
- 2009 Rage, Globe gallery, Санкт-Петербург
- 2009 Relative connections, Лофт-проект Этажи, Санкт-Петербург

## Фильмография
- 2016 Something must happen
- 2015 In my boyfriend’s mom suite
- 2015 Gelation
- 2014 That is x
- 2014 Another day
- 2013 Pink light
- 2012 Mechanism of movements
- 2010 In vases
- 2009 Cherries talk
- 2009 Triangles are my shape
- 2009 Girls are moving into the fog
- 2009 Liquid tiger

## Публикации
Дневные сны  / Ю. Кульпина // Диалог искусств. - 2014. - № 5. - С. 36-37 : фот. цв. . - ISSN 1812-304X

## Внешние ссылки
- Персональный сайт Юлии Заставы
- Юлия Застава на сайте 49ART: Russian Investment Art Rating
- Юлия Застава на сайте Артгид
- Юлия Застава на сайте Artsy